# Canti di Ossian
I Canti di Ossian sono un'importante opera preromantica dello scrittore scozzese James Macpherson.

## Genesi dell'opera
L'opera di Macpherson fu pubblicata per la prima volta in modo anonimo nel 1760; in questo primo volume erano stati raccolti antichi canti gaelici da lui tradotti, attribuendoli ad un leggendario cantore bardo chiamato Ossian, subito ridefinito come "l'Omero del Nord", cupo e tenebroso. Si tratta perciò di un abile falso letterario che rielabora antichi canti popolari, inserendoli in una struttura inedita ed inusuale.
Il successo dell'opera indusse l'autore a pubblicare altri volumi, fino alla versione definitiva del 1773, composta da ventidue poemi. L'opera è pertanto composta da poemetti in prosa lirica, divisi in paragrafi simili a strofe.

## Temi dell'opera
D'alpestre rio, sotto l'antica pianta

Giace Conallo: una muscosa pietra

Sostiengli il capo. Della notte udia

Stridula acuta cigolar la voce

Per la piaggia del Lena; ei dai guerrieri

Giace lontan, che non temea nemici

Il figlio della spada. Entro la calma

Del suo riposo, egli spiccar dal monte

Vide di foco un rosseggiante rivo.»
(Poesie di Ossian, James Macpherson)
L'opera contiene molti temi cari alla cultura preromantica: tra questi ricordiamo l'esaltazione della virtù guerriera e cavalleresca, il mito della bontà originaria dell'uomo (rintracciabile anche negli scritti del filosofo svizzero Jean-Jacques Rousseau), storie di amori appassionati ma fatalmente infelici, descrizioni di paesaggi cupi e desolati. Ma la novità dell'opera sta soprattutto nella descrizione di una società primitiva, di una natura selvaggia e tempestosa, di un'atmosfera malinconica, spesso anche notturna e spettrale, ereditata dalla poesia sepolcrale e dal sentimentalismo di Rousseau.

## Traduzioni
L'opera fu per la prima volta tradotta in italiano dallo scrittore Melchiorre Cesarotti nel 1763 (1772 nella versione definitiva). Cesarotti afferma, nel Discorso premesso all'edizione del 1772, di non avere avuto all'inizio che « qualche tintura della lingua inglese », sicché si avvalse del giovane Charles Sackville (il quale aveva a sua volta fatto conoscere i poemi all'abate padovano), della « sua perpetua assistenza per l'intelligenza letterale del testo », per poi versificare l'opera in endecasillabi sciolti. Quando incluse i canti ossianici comparsi dopo l'edizione del 1763 nella versione uscita nove anni più tardi, continua Cesarotti, poté tradurre direttamente l'originale macphersoniano, facendo poi rivedere il suo lavoro all'irlandese Trant.
La sua traduzione fu talmente apprezzata che influenzò scrittori come Vittorio Alfieri, Ugo Foscolo, Ippolito Pindemonte, Vincenzo Monti e Giacomo Leopardi. Napoleone Bonaparte stesso portava sempre con sé (anche sui campi di battaglia) una copia di tale traduzione.
Nel 1777 uscì la versione francese di Pierre Letourneur, il celebre traduttore dell'opera omnia shakespeariana.

## Edizioni
- Fragments of Ancient Poetry, collected in the Highlands of Scotland and translated from the Galic or Erse Language, Edinburgh, Hamilton & Balfour, 1760.
- Fingal, an ancient epic Poem, in Six Books, together with several other Poems, composed by Ossian the Son of Fingal, Translated from the Galic Language by James Macpherson, London, Becket & Dehondt, 1762.
- Temora, an ancient epic Poem in eight Books, together with several other Poems, composed by Ossian, the Son of Fingal, Translated from the Galic Language by James Macpherson, London, Becket & Dehondt, 1763.

### Traduzioni

#### In italiano
- Poesie di Ossian figlio di Fingal, antico poeta celtico, Ultimamente scoperte, e tradotte in prosa Inglese da Jacopo Macpherson, e da quella trasportate in verso Italiano dall'ab. Melchior Cesarotti Con varie Annotazioni de' due Traduttori, 2 voll., in Padova, appresso Giuseppe Comino, 1763: vol. 1, vol. 2.
- Poesie di Ossian Antico Poeta Celtico, Trasportate dalla Prosa Inglese in verso italiano dall'ab. Melchior Cesarotti. Edizione II Ricorretta ed accresciuta del restante dei Componimenti dello stesso Autore, 4 voll., in Padova, appresso Giuseppe Comino, 1772: vol. 1, vol. 2, vol. 3, vol. 4.
- Poesie di Ossian figlio di Fingal antico poeta celtico ultimamente scoperte, e tradotte in prosa inglese da Jacopo Macpherson, e da quella trasportate in verso italiano dall'abbate Melchior Cesarotti con varie annotazioni de' due traduttori, 3 voll., Nizza, Società Tipografica, 1780-1781.
- Poesie di Ossian antico poeta celtico, 4 voll. in Opere dell'abate Melchior Cesarotti padovano, Pisa, dalla tipografia della società lett., 1801: vol. 1, vol. 2, vol. 3, vol. 4.
- Poesie di Ossian figlio di Fingal antico poeta celtico Ultimamente scoperte, e tradotte in prosa Inglese da Jacopo Macpherson E da quella trasportate in verso Italiano dall'abate Melchior Cesarotti Con varie Annotazioni de' due Traduttori, 4 voll., Bassano, a spese Remondini di Venezia, 1789-1805: vol. 1, vol. 2, vol. 3, vol. 4.
- I Poemi di Ossian, traduzione a cura di Ornella Ricci, Castelfranco Veneto, Panda Edizioni, 2018.

#### In francese
- Ossian, Fils de Fingal, Barde du troisième siècle: Poèsies Galliques, Traduites sur l'Anglois de M. Macpherson, par M. Le Tourneur, Paris, Musier, 1777.